# Baltic Hockey League
Die Baltic Hockey League ist ein Eishockeywettbewerb für die besten Clubmannschaften der baltischen Staaten. Er wurde erstmals 2020/21 ausgetragen. Die erste Austragung gewann HK Mogo aus Riga.

## Austragung 2020/21

### Modus
Die sechs Mannschaften sind in zwei Vorrundengruppen aufgeteilt, die nach dem lettischen Spieler Sandis Ozolins und dem litauischen Spieler Darius Kasparaitis benannt sind. Die Gruppen spielten vom 27. bis 29. November 2020 jeweils ein Rundenturnier, die Turniere fanden in der Astri Arena in Tartu, Estland und in der Pramogu Arena in Vilnius, Litauen statt. Die beiden besten Mannschaften jeder Gruppe qualifizierten sich für das Final Four, welches vom 15. bis 18. Dezember im lettischen Rēzekne als Rundenturnier stattfindet.

### Teilnehmer
Ursprünglich sollten die beiden besten Mannschaften der litauischen und der estnischen Meisterschaft sowie die besten vier der lettischen Meisterschaft teilnehmen. Die besten lettischen Mannschaften verzichteten jedoch. Everest Kohtla-Järve ersetzte kurzfristig den estnischen Vizemeister Narva PSK, der auf Grund eines Covid-19-Ausbruches absagen mussten.
| Gruppe Ozolins                                                     | Gruppe Kasparaitis                                                     |
| ------------------------------------------------------------------ | ---------------------------------------------------------------------- |
| HK Mogo Riga (3.) Kaunas Hockey (Meister) Tartu Välk 494 (Meister) | Hockey Punks Vilnius (2.) HK Liepāja (4.) HC Everest Kohtla-Järve (4.) |

### Vorrunde

#### Gruppe Ozolins
| 27. November 2020 17:00 Uhr (Ortszeit) | Tartu Välk 494 | 10:4 (4:1, 2:1, 4:2) Spielbericht | Kaunas Hockey | Astri Arena, Tartu Zuschauer: 275 |

| 28. November 2020 17:00 Uhr (Ortszeit) | Kaunas Hockey | 2:7 (0:2 ; 1:3 ; 1:2) Spielbericht | HK Mogo | Astri Arena, Tartu Zuschauer: 110 |

| 29. November 2020 18:00 Uhr (Ortszeit) | Tartu Välk 494 | abgesagt | HK Mogo | Astri Arena, Tartu |

Das Spiel zwischen Tartu Välk und Mogo Riga wurde abgesagt, da vier Spieler von Tartu positiv auf COVID-19 getestet wurden.

#### Gruppe Kasparaitis
| 27. November 2020 18:00 Uhr (Ortszeit) | Vilnius Hockey Punks | 3:2 (2:1; 1:0; 0:1) Spielbericht | HC Everest Kohtla-Järve | Pramogu Arena, Vilnius |

| 28. November 2020 16:00 Uhr (Ortszeit) | HC Everest Kohtla-Järve | 2:11 (0:4; 1:2; 1:5) Spielbericht | HK Liepāja | Pramogu Arena, Vilnius |

| 29. November 2020 18:00 Uhr (Ortszeit) | HK Liepāja | 3:1 (1:0; 1:0; 1:1) Spielbericht | Vilnius Hockey Punks | Pramogu Arena, Vilnius |

### Final Four
Qualifizierte Teilnehmer:
- HK Mogo Riga
- Tartu Välk 494
- Vilnius Hockey Punks
- HK Liepāja

Aufgrund mehrerer Covid-19-Fälle bei HK Mogo wurde die Austragung des Finalturniers auf den 15. bis 18. Februar 2021 verschoben. Später erfolgte eine erneute Verschiebung auf Oktober 2021. Tartu Välk 494 sagte kurz vor dem Turnier ab, da mehrere Spieler verletzt waren.
| 29. Oktober 2021 19:00 Uhr (Ortszeit) | HK Liepaja | 7:3 (2:0; 5:1; 0:2) | Vilnius Hockey Punks | LOC Ledus Halle, Liepaja |

| 30. Oktober 2021 15:00 Uhr (Ortszeit) | HK Mogo | 6:2 (1:0; 2:2; 3:0) | Vilnius Hockey Punks | LOC Ledus Halle, Liepaja |

| 31. Oktober 2021 16:00 Uhr (Ortszeit) | HK Liepaja | 1:2 (0:0; 1:0; 0:2) | HK Mogo | LOC Ledus Halle, Liepaja |